# Lijst van Nederlands trialrijders

## B
| naam                  | merk(en) | prestaties |
| --------------------- | -------- | --- |
| Ting Yueh Boezewinkel |          | Nederlands kampioen (nationalen) - 2015 |
| Luc Branten           |          | Nederlands kampioen (nationalen) - 2016 |
| Alex van den Broek    |          | Nederlands kampioen (inters) - 1996, 1997, 1998, 1999, 2000, 2001, 2002, 2003, 2014; 2016; Nederlands kampioen (jeugd) - 1978, 1979, 1980, 1983, 1985, 1989) |

## C
| naam            | merk(en) | prestaties                                                                          |
| --------------- | -------- | ----------------------------------------------------------------------------------- |
| Johan de Champs |          | Nederlands Kampioen Jeugd 1978 (Montesa); Nederlands Kampioen Junior 1979 (Montesa) |

## D
| naam               | merk(en) | prestaties                                 |
| ------------------ | -------- | ------------------------------------------ |
| Aalt van den Dragt | Sherco   | Nederlands kampioen (sportklasse B) - 2015 |

## J
| naam             | merk(en) | prestaties                                 |
| ---------------- | -------- | ------------------------------------------ |
| Freddie de Jonge | GasGas   | Nederlands kampioen (sportklasse A) - 2015 |

## K
| naam             | merk(en) | prestaties                                 |
| ---------------- | -------- | ------------------------------------------ |
| Frans Kalverboer | Beta     | Nederlands kampioen (sportklasse B) - 2016 |
| Randy Kerstjens  | Sherco   | Nederlands kampioen (inters) - 2015        |

## L
| naam          | merk(en) | prestaties                          |
| ------------- | -------- | ----------------------------------- |
| Ewoud Lalkens | Beta     | Nederlands kampioen (inters) - 2013 |

## M
| naam             | merk(en) | prestaties                                 |
| ---------------- | -------- | ------------------------------------------ |
| Peter Miltenburg | Sherco   | Nederlands kampioen (sportklasse A) - 2013 |
| Gilles Molemans  |          | Nederlands kampioen (nationalen) - 2011    |

## O
| naam              | merk(en) | prestaties                                         |
| ----------------- | -------- | -------------------------------------------------- |
| Bart van den Oord |          | 2e bij het Nederlands kampioen (nationalen) - 2011 |
| Cees Oudshoorn    | Montesa  | Nederlands kampioen (sportklasse B) - 2013         |

## R
| naam         | merk(en) | prestaties                                            |
| ------------ | -------- | ----------------------------------------------------- |
| Marco Reit   |          | 11 keer Nederlands kampioen (inters), waaronder: 2011 |
| Valery Rooke | GasGas   | Nederlands kampioen (sportklasse A) - 2014            |

## S
| naam                | merk(en) | prestaties                                 |
| ------------------- | -------- | ------------------------------------------ |
| Tim Slaats          |          | Nederlands kampioen (sportklasse B) - 2014 |
| Peter van der Sluis |          | Nederlands kampioen - 2008                 |

## T
| naam               | merk(en) | prestaties                              |
| ------------------ | -------- | --------------------------------------- |
| Michel van Tilburg | Ossa     | Nederlands kampioen (nationalen) - 2013 |

## V
| naam                | merk(en) | prestaties                                 |
| ------------------- | -------- | ------------------------------------------ |
| Roland van Vendeloo | Sherco   | Nederlands kampioen (sportklasse A) - 2016 |